# Альберт Кастелінс
Альберт Кастелінс (2 травня 1917 — 17 червня 1974) — бельгійський плавець і ватерполіст.
Бронзовий призер Олімпійських Ігор 1936 року.